# Franklandia triaristata
Franklandia triaristata är en tvåhjärtbladig växtart som beskrevs av George Bentham. Franklandia triaristata ingår i släktet Franklandia och familjen Proteaceae. Inga underarter finns listade i Catalogue of Life.